# Йордан Биков
 Тази статия е за българския щангист.  За българския актьор вижте Йордан Биков (актьор).  
Йордан Биков е български състезател по вдигане на тежести в категория до 75 кг.

## Биография
Роден е на 17 ноември 1950 г. в град Пазарджик. Учи в Спортно училище „Олимпийски надежди“ (София). Първите му успехи са от две европейски първенства в Констанца и във Варшава. През 1971 г. в Перу става световен шампион в изтласкването.
Олимпийски шампион от Лятна олимпиада в Мюнхен (1972). Поставя и нов световен рекорд в трибоя с 485 кг, който не е подобрен и до днес. През същата година е европейски и световен шампион. Йордан Биков е първият наш щангист с голям шлем от олимпийска, световна и европейска титла. Обявен е за спортист номер едно на България за 1972 г.
Тежка контузия на коляното му попречва да продължи победния си ход по световните рингове. След като се отказва от активния спорт става треньор в Средно спортното училище „Георги Бенковски“ (Пазарджик). Два месеца е селекционер на националния тим на Китай. Днес е общински съветник в Пазарджик и отговаря за младежта и спорта на своя край в ДАМС.